# Filipika

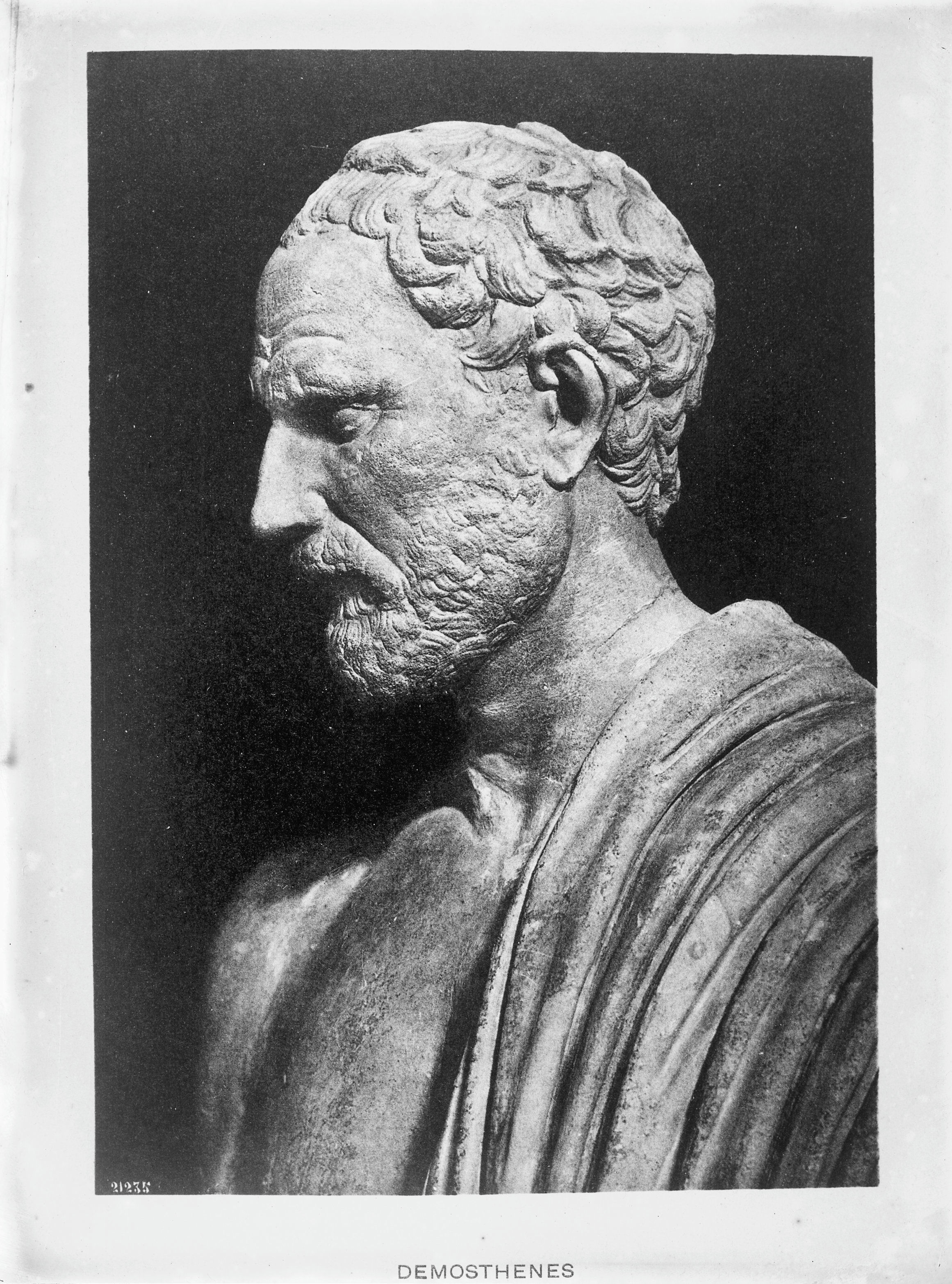
Socha, Demosthenes (poznámka: reprodukce fotografie)

Pojem filipika byl převzat z díla vynikajícího řeckého řečníka Démosthena, Filipiky (Řečník Démosthénés byl vůdcem protimakedonské strany a nenáviděl Filipa II., jeho řeči byly nazvány Filipikami). Spis byl zaměřen proti otci Alexandra Velikého Filipovi II. Makedonskému a jeho politice podmaňování si řeckých států. Pojem filipika pak zůstal zachován pro typ polemických a útočných projevů nebo symbolem ostré kritiky.
S pojmem se setkáváme např. v díle Jana Blahoslava Filipika proti misomusům, tj. ostré, plamenné řeči proti nepřátelům vzdělání.

## Žurnalistický žánr
Filipika je osobní, ostrá polemika, která je zaměřená proti původci textu. Je silnější verzí polemiky.